# Noelle Maritz
Noelle Maritz (* 23. Dezember 1995 in Newport Beach, Kalifornien) ist eine Schweizer Fussballspielerin und seit Januar 2024 Vertragsspielerin des englischen Erstligisten Aston Villa WFC. Seit 2013 ist sie A-Nationalspielerin der Schweizer Nationalmannschaft.

## Leben
Noelle Maritz wurde 1995 in Kalifornien geboren und wuchs in Newport Beach, CA und Hillsborough, NJ auf. Durch ihre Geburt in den USA besitzt sie wie ihr älterer Bruder neben dem Schweizer Bürgerrecht auch die US-amerikanische Staatsbürgerschaft. In New Jersey besuchte sie die Hillsborough Elementary School in Somerset County und spielte im lokalen Verein Fussball und Baseball. 2005 zog sie mit ihrer Familie aus New Jersey in den Kanton Thurgau; fortan lebte sie in Erlen.

## Fussballkarriere

### Vereine
Noelle Maritz startete ihre Karriere in ihrem Geburtsland USA im Alter von vier Jahren im kalifornischen Newport Beach. Mit dem Umzug der Familie an die Ostküste wechselte sie in die Players Development Academy nach New Jersey. Nachdem sie in den USA bis zur U13 gespielt hatte, kehrte sie im Sommer 2006 in das Land ihrer Eltern, die Schweiz, zurück. Dort spielte sie zuerst für den lokalen Verein FC Amriswil in der D-Jugend, bevor sie im Sommer 2007 zum FC Staad wechselte. Dort konnte sie sich für die Schweizer Jugendauswahlen empfehlen und verbrachte drei Jahre im Ausbildungszentrum des Schweizer Fussballverbandes in Huttwil. Gleichzeitig spielte sie beim FC Wil im Jugend-Leistungsfussball mit den Knaben U13, U14 und U15. Nach diesen drei Jahren unterzeichnete sie für die Saison 2011/12 ihren ersten Spielervertrag beim FC Zürich Frauen. Dort gab sie am 6. August 2011 gegen SC Schwyz ihr Senioren-Debüt in der Nationalliga A. Sie spielte in zwei Jahren 28 Spiele und erzielte ein Tor für Zürich in der NLA, bevor sie am 20. Mai 2013 beim deutschen Triple-Gewinner VfL Wolfsburg unterschrieb. Im ersten Jahr beim VfL Wolfsburg spielte Maritz in 15 von 22 Bundesligaspielen und gewann mit dem Verein in dieser Saison das Double, bestehend aus Meisterschaft und Champions League. Auf die Saison 2020/21 hin wechselte sie zum FC Arsenal. Ihren ersten Einsatz für Arsenal hatte sie im Viertelfinal der UEFA Women’s Champions League 2019/20 gegen Paris Saint-Germain, der mit 1:2 verloren wurde. Anfang 2024 wechselte sie zu Aston Villa WFC.

### Nationalmannschaft

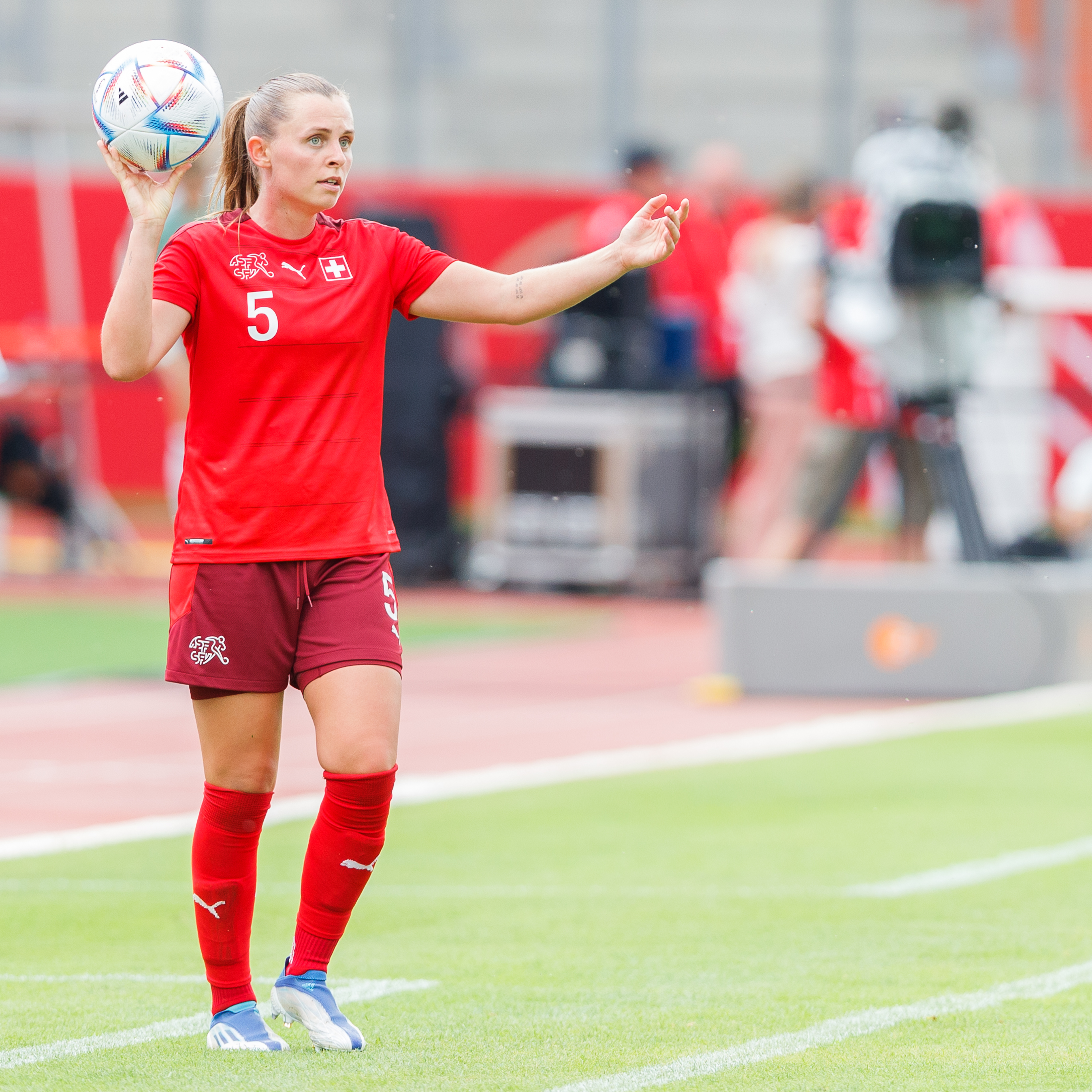
2022 bei einem Länderspiel gegen Deutschland

Noelle Maritz ist seit 2013 Nationalspielerin der Schweiz und gab ihr A-Länderspieldebüt am 6. März 2013 gegen die kanadische Nationalmannschaft im Rahmen des Zypern-Cups. 2013/14 qualifizierte sie sich mit der Schweizer «Nati» für die WM 2015 in Kanada, wo sie in jedem der vier WM-Spiele in der Startaufstellung stand, durch eine 0:1-Niederlage im Achtelfinal gegen die Gastgeberinnen aber ausschied. In der Qualifikation zur EM 2017 hatte sie vier Einsätze. Die Schweizerinnen konnten sich auch erstmals für eine EM-Endrunde qualifizieren, bei der sie in den drei Gruppenspielen eingesetzt wurde. Mit je einem Sieg, einem Remis und einer Niederlage schieden die Schweizerinnen aber nach der Gruppenphase aus. In der Qualifikation zur WM 2019 wurde sie in den zwölf Spielen der Schweizerinnen eingesetzt. Die zweite WM-Teilnahme verpassten sie letztlich durch zwei Niederlagen in den Playoffs der Gruppenzweiten gegen Europameister Niederlande. Die direkte Qualifikation hatten sie zuvor durch ein torloses Remis im letzten Gruppenspiel gegen Polen verpasst. Maritz nahm an der Fussball-Europameisterschaft der Frauen 2022 teil und stand in allen drei Gruppenspielen in der Startformation der Schweizerinnen. Die Schweiz schied nach der Vorrunde aus. Sie nahm auch an der Weltmeisterschaft 2023 teil und stand in allen vier Spielen in der Startformation. Die Schweiz schied im Achtelfinal aus. Für die Europameisterschaft 2025 wurde sie erneut in den Kader berufen. Sie stand in allen vier Spielen der Schweizerinnen in der Startformation. Die Schweiz erreichte den Viertelfinal.

### Erfolge
- Schweizer Meisterin 2012, 2013
- Schweizer Cupsiegerin 2012, 2013
- Champions-League-Siegerin 2014
- Deutsche Meisterin 2014, 2017, 2018, 2019, 2020
- Deutsche Pokalsiegerin 2015, 2016, 2017, 2018, 2019, 2020